# TransPerfect
TransPerfect, volledige naam TransPerfect Translations, is een wereldwijd opererend vertaalbedrijf dat is gespecialiseerd in de vertaling van medische, financiële en juridische teksten.

## Geschiedenis
TransPerfect werd in 1992 opgericht door Liz Elting en Phil Shawe, die elkaar kenden van de New York-universiteit. Het bedrijf groeide daarna steeds verder uit. Sinds 2012 geldt het als de "grootste particuliere aanbieder van taaldiensten". TransPerfect heeft in totaal ruim 4.000 medewerkers en kantoren in meer dan 90 grote steden wereldwijd. Het hoofdkantoor is gevestigd in de stad New York.
In 2013 raakte TransPerfect verwikkeld in een juridische strijd met MotionPoint, over het patent op automatische vertaalsoftware. Uiteindelijk won TransPerfect de rechtszaak. Het bedrijf kreeg een vergoeding van 1 miljoen dollar voor de gemaakte kosten.